# Vira Vovková
Vira Vovková (ukrajinsky: Ві́ра Вовк; rodným jménem Vira Ostapivna Selianska, ukrajinsky: Ві́ра Оста́півна Селя́нська; 2. ledna 1926 Boryslav – 16. července 2022 Rio de Janeiro) byla ukrajinsko-brazilská spisovatelka, germanistka a překladatelka. Psala ukrajinsky, německy a portugalsky. Napsala deset básnických sbírek, deset románů a jedenáct divadelních her.
Vystudovala německou filologii, hudební historii a srovnávací literaturu na univerzitě v Tübingenu. V roce 1945 emigrovala s matkou do Portugalska a v roce 1949 do Brazílie. V Riu de Janeiru dokončila vysokoškolská studia. Postgraduální studium absolvovala na Kolumbijské univerzitě v New Yorku a na Mnichovské univerzitě. Stala se profesorkou německé literatury na Federální univerzitě v Rio de Janeiru. Překládala západní autory do ukrajinštiny i ukrajinské spisovatele do portugalštiny. Vždy aktivně propagovala ukrajinskou kulturu a jazyk. V roce 2008 za to obdržela Ševčenkovu národní cenu.